# Batalha de Jargeau
A Batalha de Jargeau foi a primeira batalha ofensiva comandada por Joana d'Arc, e teve lugar nos dias 11 e 12 de junho de 1429, um marco da Guerra dos Cem Anos. Pouco depois de libertar Orléans, as tropas francesas dirigiram-se ao vale do rio Loire, próxima a cidade de Jargeau.

## A batalha
A Batalha de Jargeau aconteceu nos últimos anos da prolongada Guerra dos Cem Anos. Nesta época a aliança entre ingleses e borguinhões tinha capturado quase a totalidade da França ao norte do rio Loire, houve numerosas batalhas para recuperar os territórios ocupados, como no caso de Orléans. Esta última cidade estava tomada desde outubro. Uma vez que os ingleses asseguraram a região, só lhes restava invadir o sul da França para ter o controle completo sobre todo o país.
Em março de 1429, Joana d'Arc chegou a Chinon para encontrar-se com o delfim (futuro Carlos VII da França). Após uma audiência inquisitorial, Joana se viu a frente de um grande exército para tentar levantar o domínio que existia em Orléans. Após a libertação de Orléans, Joana e seu exército partiram para a Campanha conhecida como Campanha do Loire.
Jargeau era uma cidade pequena a margem sul do rio Loire, na França central, situada a uns 16 quilômetros a oeste de Orléans. Os ingleses a ocuparam por vários anos antes pensando em lhe utilizar como base de retaguarda para uma posterior invasão a França meridional. Por este motivo, fortificaram o povoado com uma muralha e várias torres cercada por uma fossa profunda.
A cidade cresceu e tinha muitos subúrbios que se encontravam no exterior de suas defesas. Para garantir o cruzar do rio, as forças inglesas fortificaram também a ponte do povoado. Esta ponte teria uma grande importância estratégica nas fases posteriores da Guerra dos Cem Anos. Jargeau estava defendida por uns 700 ingleses, todos eles equipados com armas de fogo.
Joana ordenou atacar primeiro os subúrbios fora dos muros. Ao ver isto, os ingleses saíram das muralhas para contra atacar, retornando logo a segurança do muro.
Na manhã seguinte (dia 12), Joana intimou aos ingleses sua rendição, oferta que foi recusada. Em consequência, a jovem ordenou um poderoso ataque de artilharia, seguido por um assalto com máquinas de assédio, com a qual rapidamente conseguiu tomar uma das torres da cidade.
Consciente que o fracasso estava próximo, o comandante inglês, Duque de Suffolk começou as negociações de rendição, especialmente com o comandante La Hire, o que desagradou a Joana por considerar uma violação flagrante dos protocolos de guerra.
Decidida a terminar a batalha como fosse, Joana mandou colocar as escadas de assalto e o grande exército francês subiu as muralhas de Jargeau. A própria comandante sobreviveu milagrosamente quando um projétil de pedra lhe golpeou a cabeça enquanto encabeçava o assalto.
Já em cima da muralha, se produziu uma grande matança de ingleses, que sofreram enormes perdas devido a grande inferioridade numérica em que se encontravam, forçando a Suffolk a render-se. O comandante inglês sobreviveu e foi feito prisioneiro por Joana D'Arc.

## Comandantes
A defesa de Jargeau estava comandada por Guillermo de la Pole, primeiro duque de Suffolk.
As forças francesas obedeciam a jovem Joana D'Arc, que comandava outros quatro capitães: Jean II de Alençon, Gilles de Rais, Jean Poton de Xaintrailles e Étienne de Vignolles (chamado La Hire), além de Jean de Nepollipmon (Jean de Metz).

## Baixas
Por parte dos ingleses, a quantidade de mortos e feridos ficou entre os 300 e 400 homens, aproximadamente a metade de suas forças. As baixas dos franceses foram poucas, e se concentraram particularmente próximas as muralhas.

## Consequências
A vitória francesa em Jargeau consolidou a posse da estratégica ponte da cidade e permitiu uma série de vitoriosas batalhas de Joana d'Arc que lhe permitiram cumprir os objetivos da campanha do Loire com precisão e exatidão. A Jargeau seguiram-se as batalhas de Meung-sur-Loire e Beaugency.